# Pfarrkirche Außerteuchen
Koordinaten: 46° 44′ 56,6″ N, 13° 58′ 33,4″ O

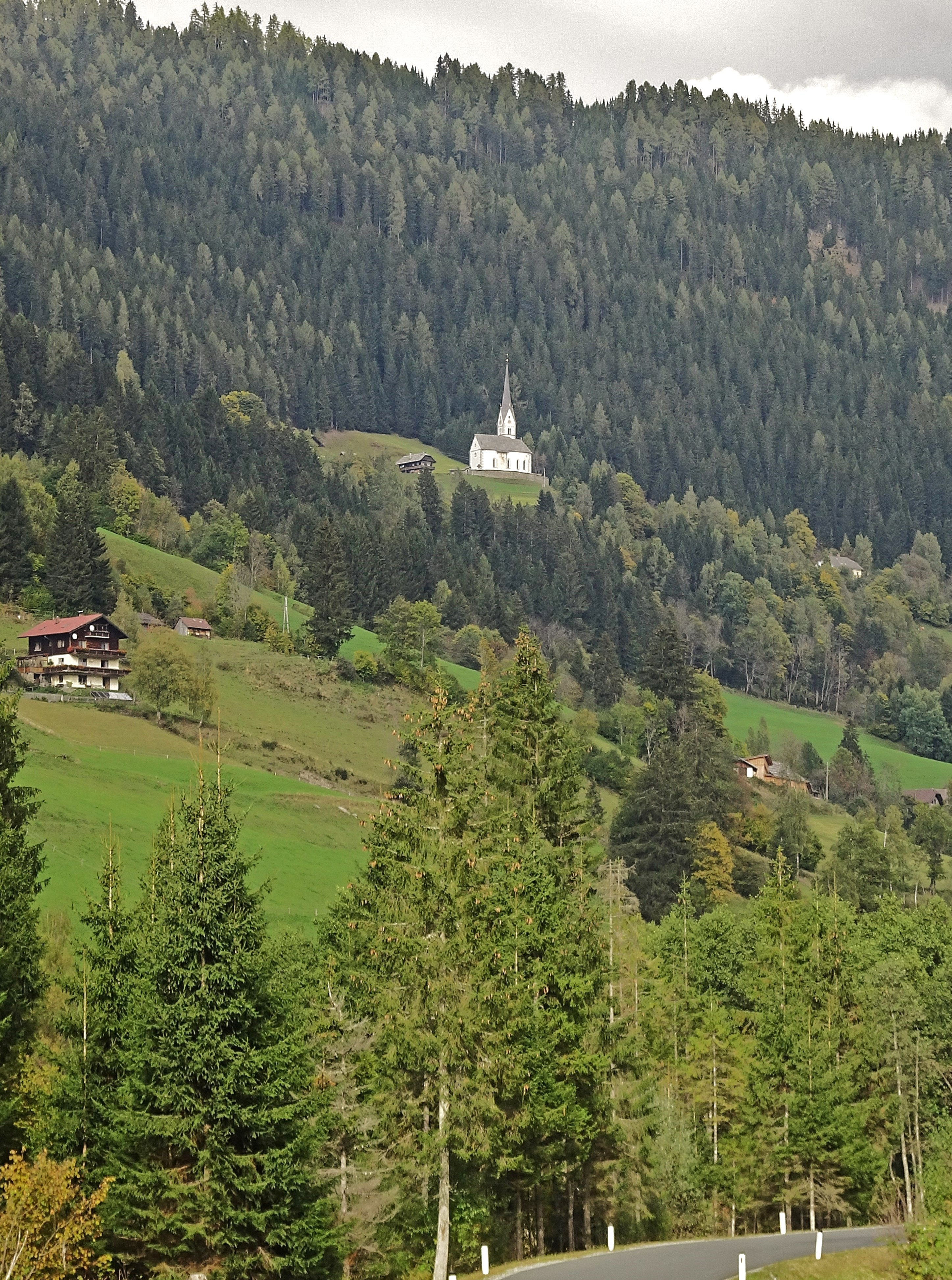
Ansicht vom Tal

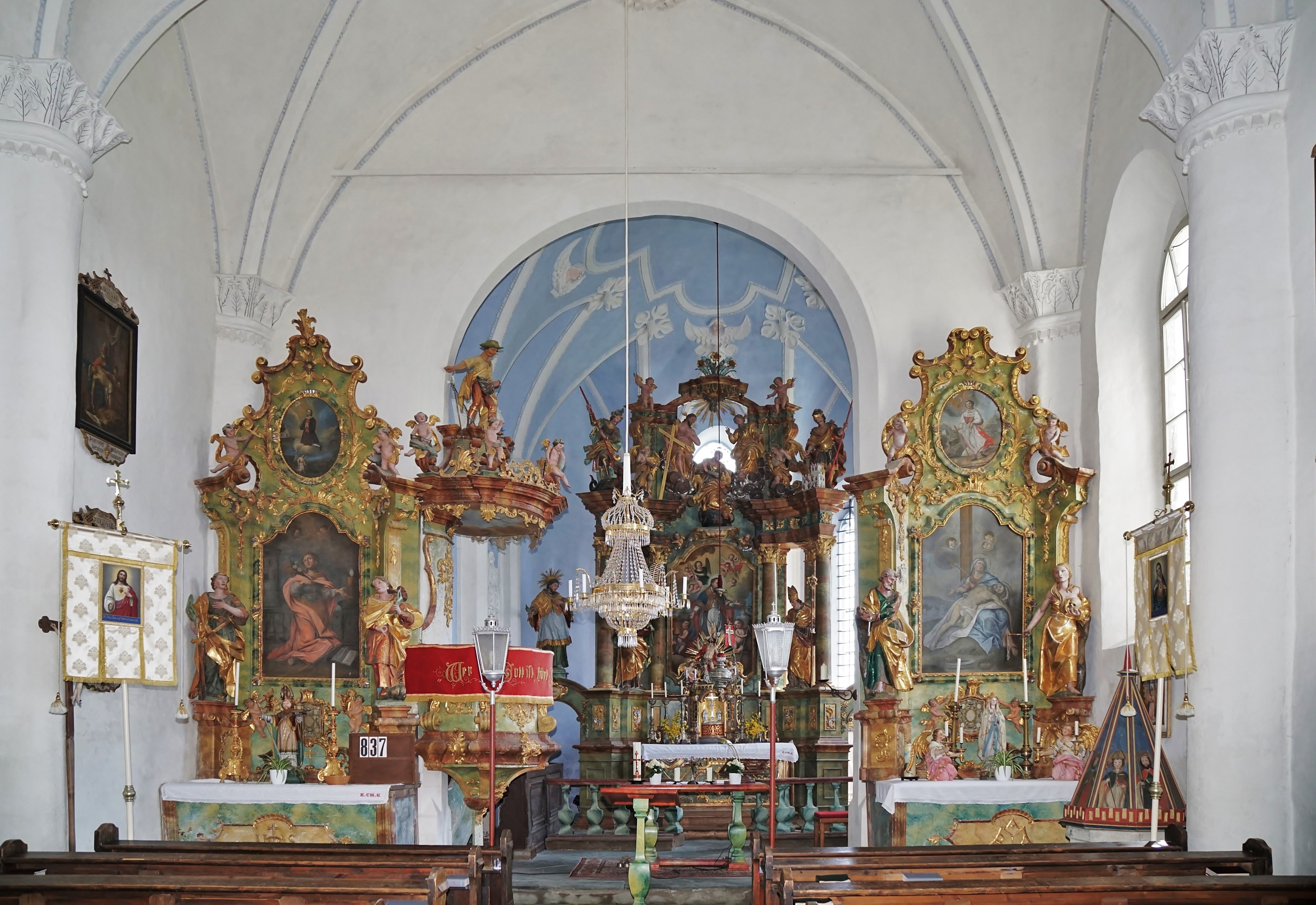
Innenansicht der Kirche

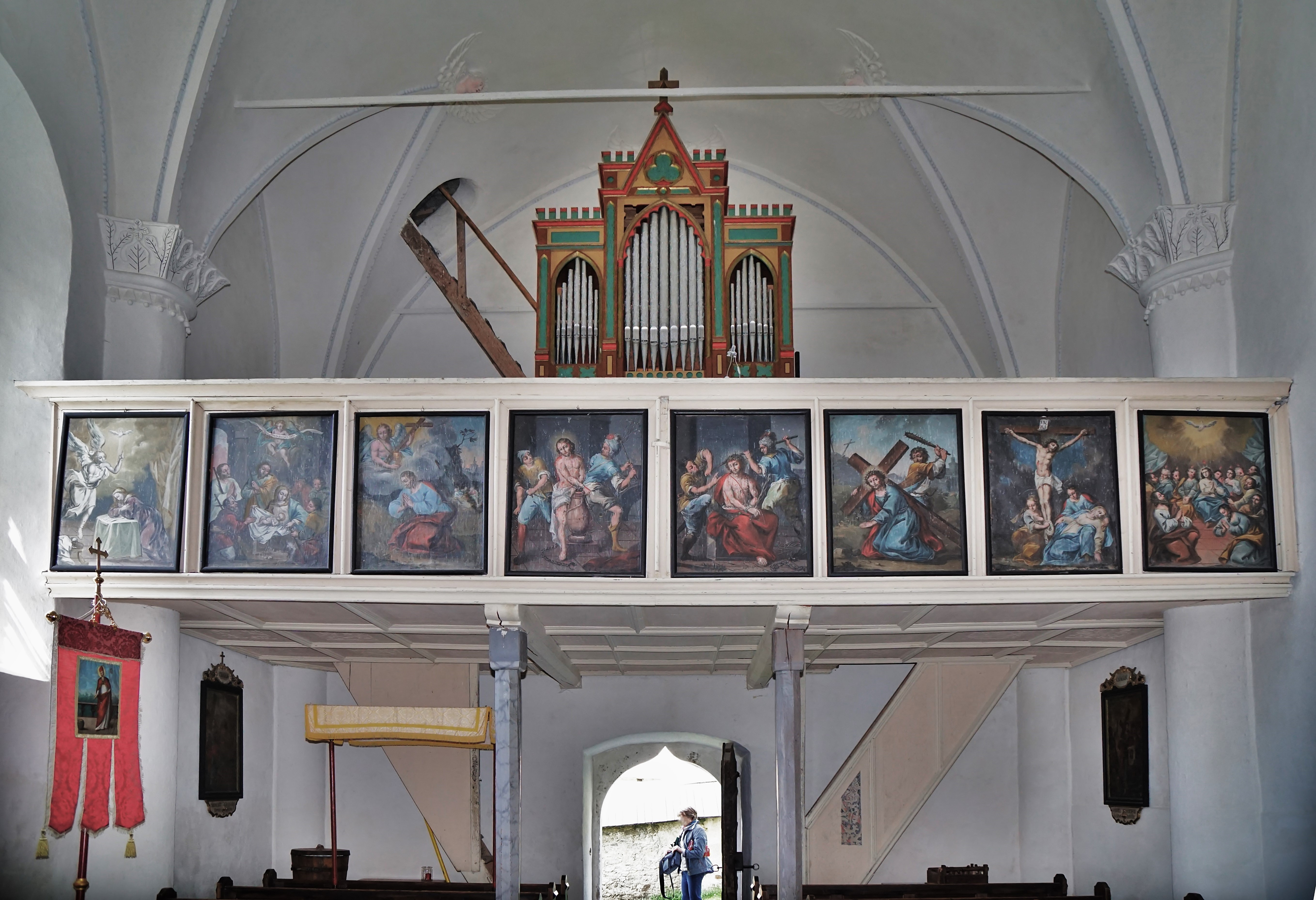
Die Orgelempore

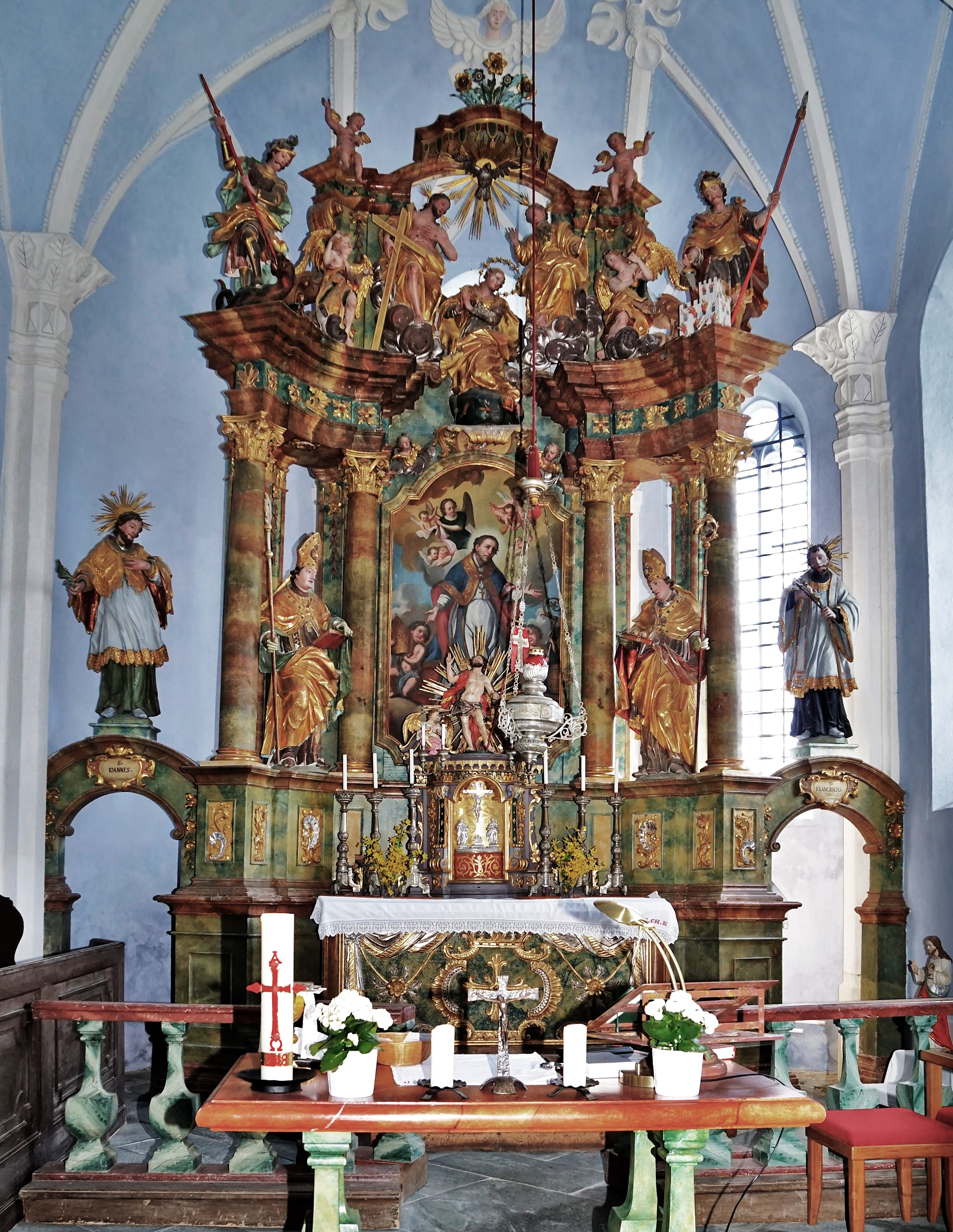
Hochaltar

Die römisch-katholische Pfarrkirche Außerteuchen steht in 1175 Meter Seehöhe in der Gemeinde Himmelberg im Bezirk Feldkirchen in Kärnten. Die den beiden Salzburger Heiligen Rupert und Virgil geweihte Pfarrkirche gehört zum Dekanat Feldkirchen in der Diözese Gurk-Klagenfurt. Die Kirche und der Friedhof stehen unter Denkmalschutz.

## Geschichte
Eine Kirche wurde 1453 urkundlich genannt.

## Bauwerk
Das Gotteshaus ist ein gotischer Bau aus der Mitte des 15. Jahrhunderts, der im Barock geringfügige Veränderungen erfuhr. Der nördliche Turm mit rundbogigen Doppelfenstern im Glockengeschoß wird von einem Spitzdach bekrönt. Im Untergeschoß des Turmes ist eine Beinkammer untergebracht. Das Dach des Turmes und des Langhauses sind mit Schindeln gedeckt.
Die Sonnenuhren und das Fresko des heiligen Christophorus werden in das Jahr 1668 datiert. Neben dem profilierten, kielbogigen Westportal befindet sich ein gotisches Weihwasserbecken, über dem Opferstock ein barockes Fresko des heiligen Rupert.
Im vierjochigen Langhaus ruht ein Tonnengewölbe mit Stichkappen auf Halbsäulen mit Blattkapitellen. Die Stichkappen werden von Perlstäben mit Engelköpfen aus Stuck aus dem 17. Jahrhundert an den spitzen Enden gerahmt. Ein runder, abgefaster, gotischer Triumphbogen verbindet das Langhaus und den ehemaligen einjochigen Chor mit Fünfachtelschluss. Heute erhebt sich im Chor ein Tonnengewölbe mit Stichkappen über polygonalen gotischen Wandpfeilern mit Blattkapitellen und stuckierten Schmuckelementen des 17. Jahrhunderts. Im Gewölbe ist ein Stuckfeld mit Rosette angebracht. Ein abgefastes Spitzbogenportal mit einer eisenbeschlagenen Tür führt über eine Treppe in die nordseitige, höher gelegene Sakristei. Im Osten ist ein zweibahniges Maßwerkfenster erhalten, ein zweites wurde vermauert, die übrigen im Barock vergrößert. An der Brüstung der Orgelempore zeigen acht Gemälde das Leben Jesu von der Verkündigung des Herrn über die Leidensgeschichte bis zur Herabkunft des Heiligen Geistes. Die Orgel selbst ist ein Werk von Franz Grafenauer.

## Ausstattung
Die einheitliche Ausstattung der Kirche stammt aus dem dritten Viertel des 18. Jahrhunderts. Den Hochaltar, einen barocken Opfergangsaltar mit vorschwingender Säulenarchitektur und gesprengtem Gebälk schuf 1759/60 Johann Pacher. Die Fassung stammt aus dem Jahr 1764.  Das Mittelbild zeigt den heiligen Rupert. Seitlich stehen die Figuren der Heiligen Johannes Nepomuk, Wolfgang, Nikolaus und Franz Xaver. Im Baldachin bekrönten Aufsatz ist Mariä Aufnahme in den Himmel dargestellt, flankiert von den Skulpturen der Heiligen Georg und Florian sowie Engeln. Der Altar besitzt ein geschnitztes Antependium.
Der linke Seitenaltar ist ein Rokokowandaltar von 1772 mit Reliquienschrein auf der Mensa und einem geschnitzten Antependium. Das Mittelbild der heiligen Barbara wird von den Statuen der heiligen Katharina und Margaretha flankiert. Das gemalte Aufsatzmedaillon stellt den heiligen Isidor dar. 
Der rechte Seitenaltar von 1772 gleicht im Aufbau dem linken. Das Mittelbild stellt eine Pietà dar, das Aufsatzbild die heilige Notburga. Seitlich stehen die Figuren der Heiligen Petrus und Maria Magdalena.
Die Kanzel von 1772 wurde wohl von Franz Peter Kröll gefasst und weist Voluten- und Rocailledekor auf. Der Schalldeckel wird vom Sämann sowie Putten bekrönt.
Der gotische Taufstein aus der zweiten Hälfte des 15. Jahrhunderts besitzt einen Pyramidendeckel mit umlaufendem Zinnenfries und gemalten Halbfiguren der hl. Maria, des Apostels Petrus, der hl. Apollonia sowie weiterer Heiliger. Die Kreuzwegbilder stammen aus der zweiten Hälfte des 18. Jahrhunderts.
Die Orgel aus dem Jahre 1890 stammt von Franz Grafenauer aus Egg bei Hermagor.

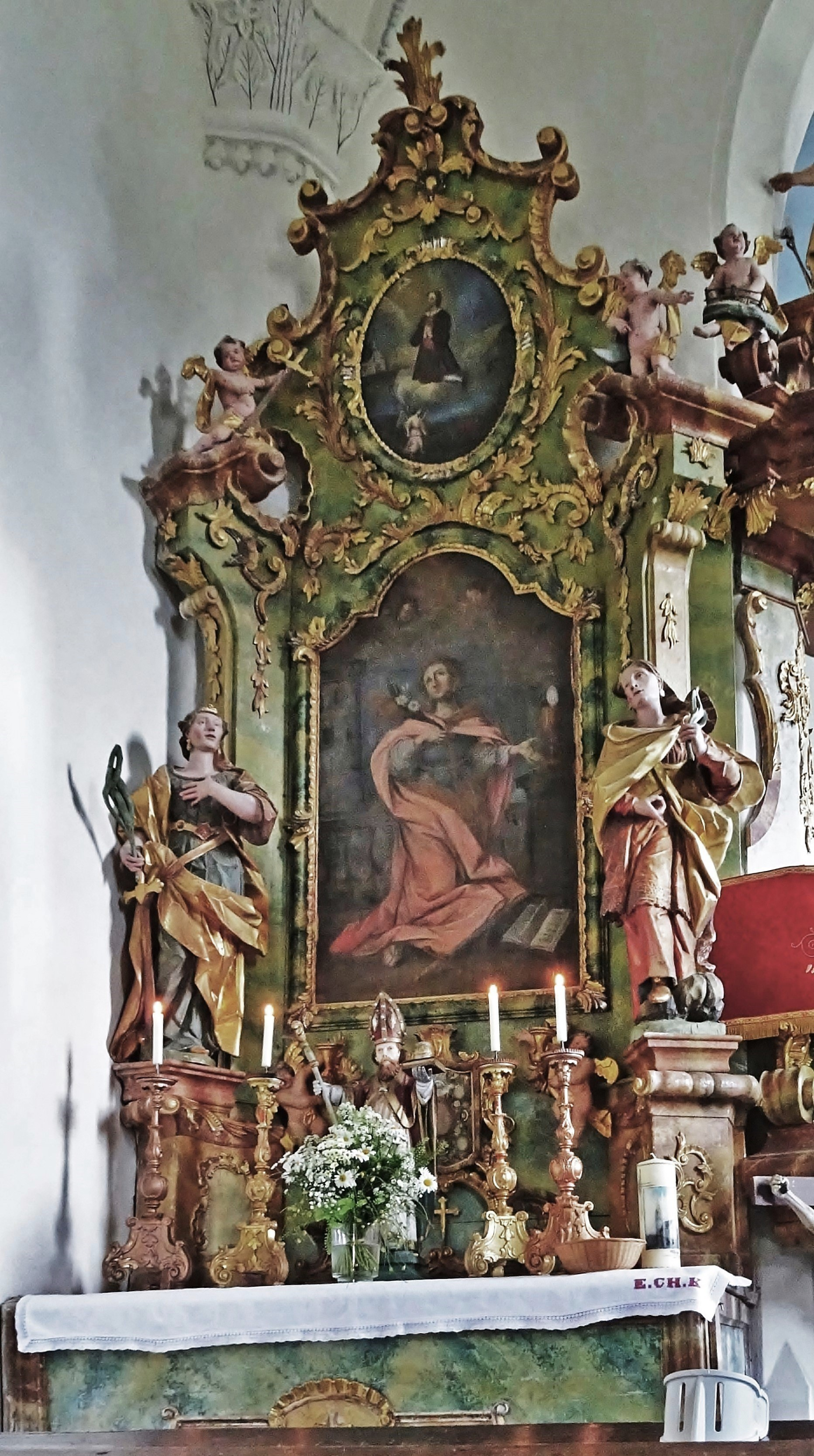
Der linke Seitenaltar
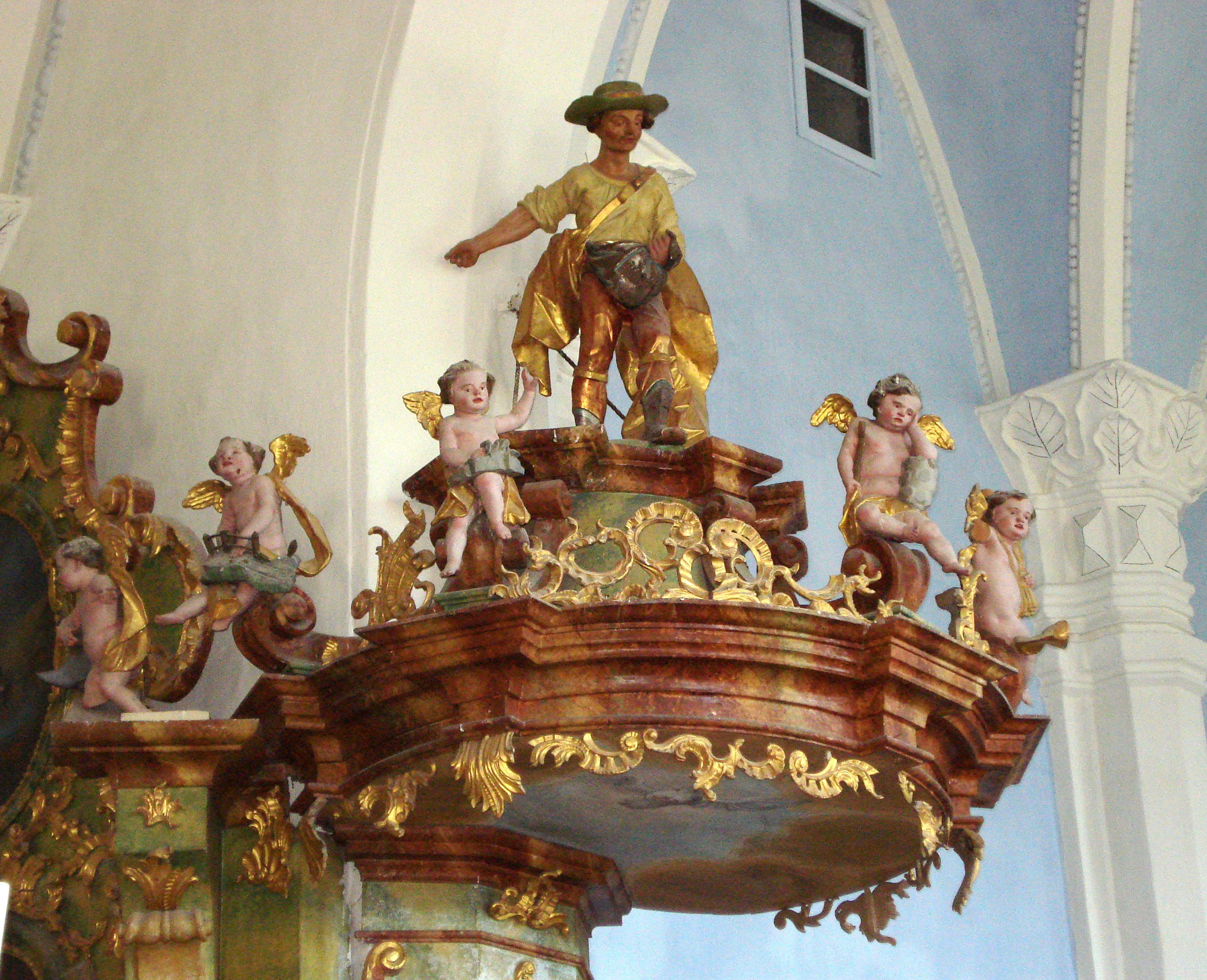
Der Schalldeckel der Kanzel
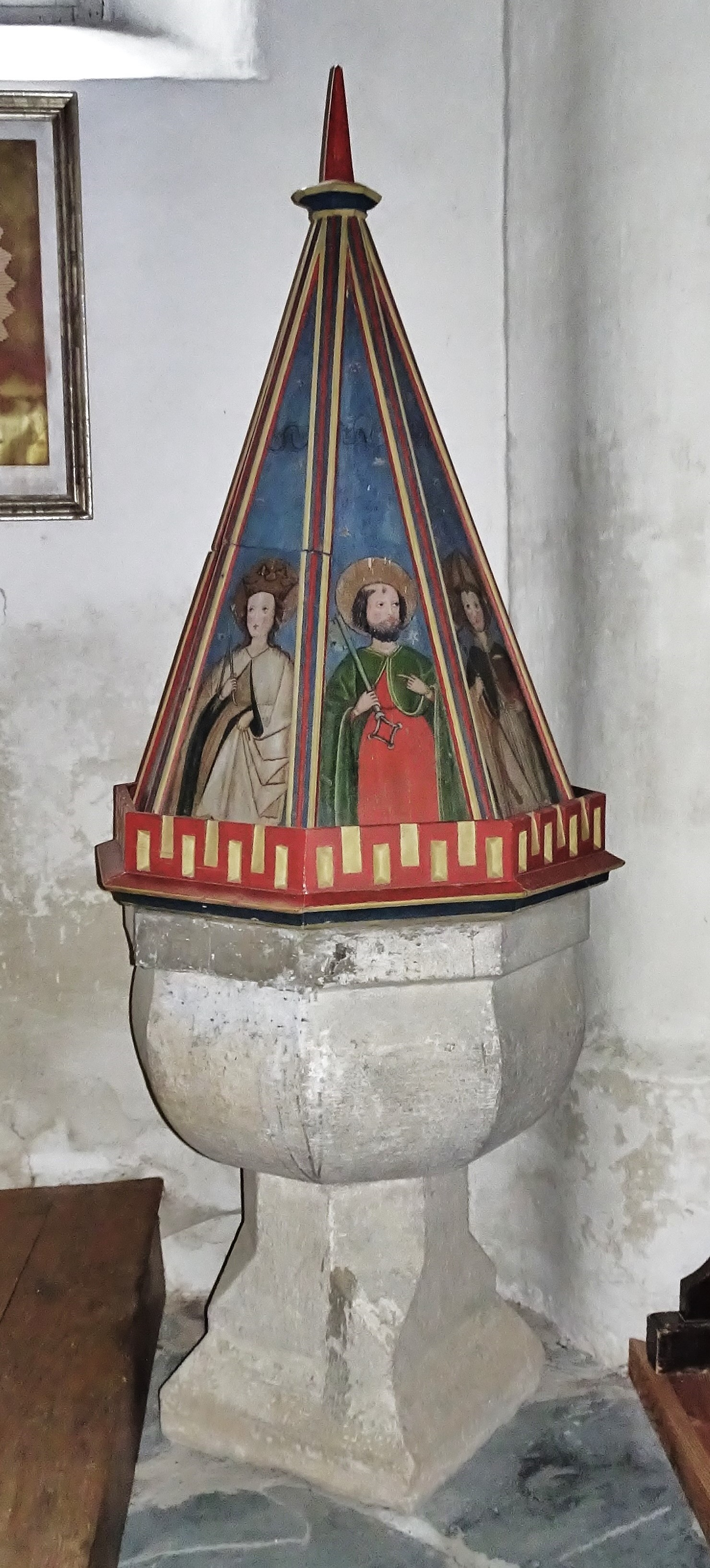
Gotischer Taufstein